# 47-ма піхотна дивізія (Третій Рейх)
47-ма піхотна дивізія (Третій Рейх) (нім. 47. Infanterie-Division) — піхотна дивізія Вермахту за часів Другої світової війни. 17 вересня 1944 після розгрому під Монсом рештки дивізії переформовані на 47-му фольксгренадерську дивізію.

## Історія
47-ма піхотна дивізія була сформована 1 лютого 1944 в Кале у Франції шляхом перейменування 156-ї резервної дивізії.

## Райони бойових дій
- Франція (лютий — вересень 1944).
- Бельгія (вересень 1944).

## Командування

### Командири
- генерал-лейтенант Отто Ельфельдт (нім. Otto Elfeldt) (1 лютого — 30 липня 1944);
- генерал-майор, дипломований інженер Ганс Юнк (нім. Hans Junck) (30 липня — 3 серпня 1944);
- генерал-майор Карл Вале (нім. Carl Wahle) (3 серпня — 4 вересня 1944), захоплений в полон.